# 두륜청사 첩, 삼사탑영첩
두륜청사 첩, 삼사탑영첩(頭輪淸 辭帖, 三師塔銘帖)은 대한민국 경기도 수원시 영통구에 있는 조선시대의 책이다. 2018년 4월 30일 경기도의 유형문화재 제324호로 지정되었다.

## 지정사유
《두륜청사》첩은 대흥사 고승 호의와 정약용의 교유 내용을 파악할 수 있는 자료로 당대 최고의 화가인 허련의 평담한 문인화와 정약용, 정학연의 응축된 필력과 서예미를 살필 수 있는 귀중한 자료이다. 《삼사탑명》첩은 대둔사의 법계 정맥에 따른 세 승려의 탑명과 이에 관련된 김정희, 정약용, 정학연, 초의 등의 친필 등을 함께 묶어 자료적 가치가 크다. 19세기 명필서체가 집약, 서격(書格)이 매우 높다.

## 참고 자료
- 두륜청사 첩, 삼사탑영첩 - 국가유산청 국가유산포털